# Raren
Raren (Limburgs: D'r Roare) is een buurtschap ten westen van Vaals in de gelijknamige gemeente in de Nederlandse provincie Limburg. De buurtschap met circa 70 boerderijen en huizen ligt in het Selzerbeekdal aan de Rarenderstraat, de Meelenbroekerweg en de Lange Bosweg. De naam is afgeleid van 'rade', een ontgonnen gebied.
Raren is gedeeltelijk een beschermd dorpsgezicht. Er staan enkele oude vakwerkhuizen uit de 16e en 17e eeuw. Ten zuiden van Raren ligt het Malensbos met grafheuvels uit de bronstijd. Ten oosten van Raren ligt Kasteel Vaalsbroek met een landschapspark, het Von Clermontmausoleum en een eigen watermolen, de Vaalsbroekermolen. Het hele complex is beschermd als rijksmonument.
In de nabijheid van de buurtschap ontspringen verschillende bronnen die de Zieversbeek voeden.
Aan de westkant van de buurtschap stijgt de weg naar het Vijlenerbos waar bovenaan enkele grafheuvels te vinden zijn. Deze weg wordt in de Amstel Gold Race aangeduid als beklimming Vijlenerbos.

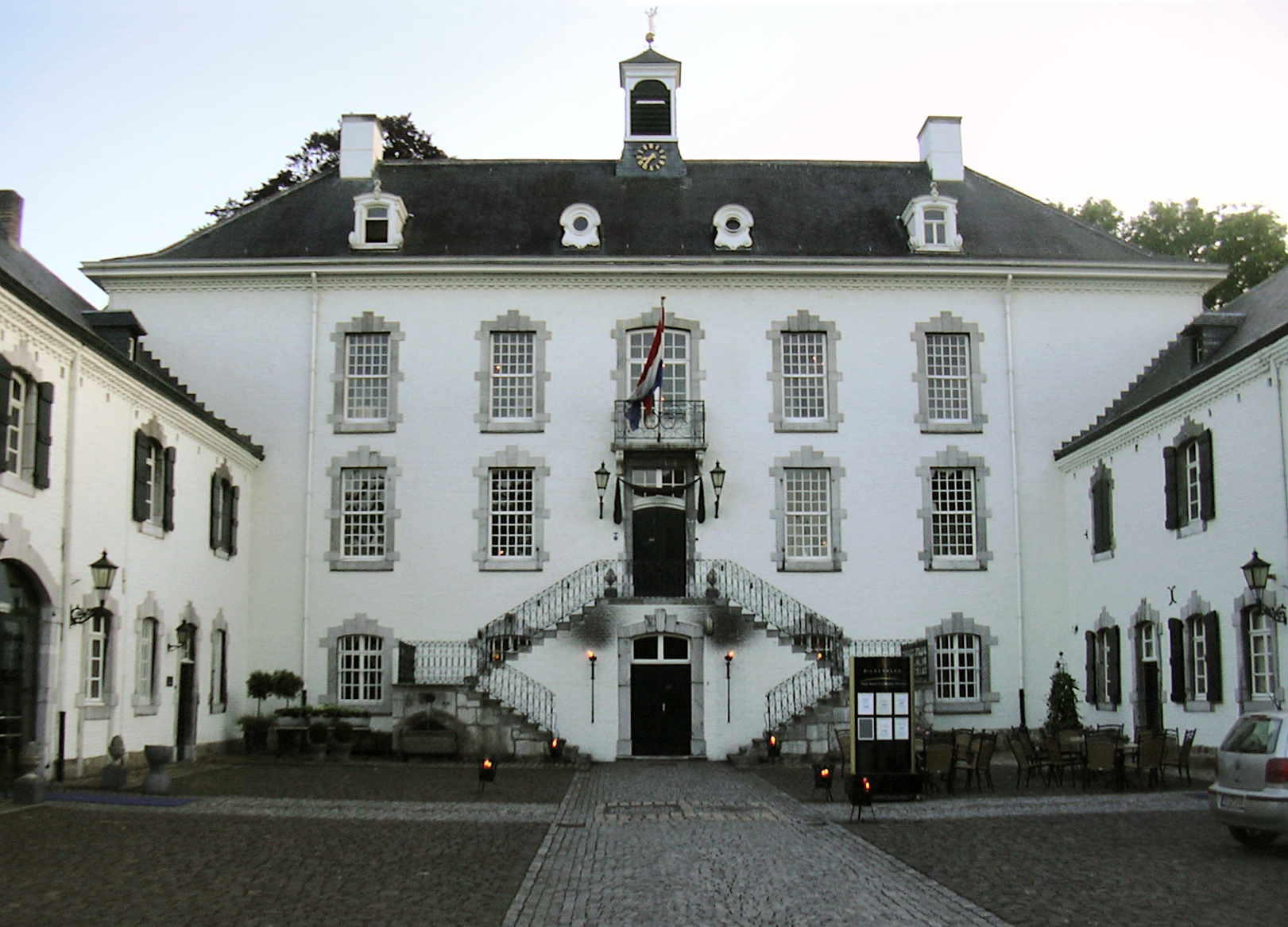
Kasteel Vaalsbroek
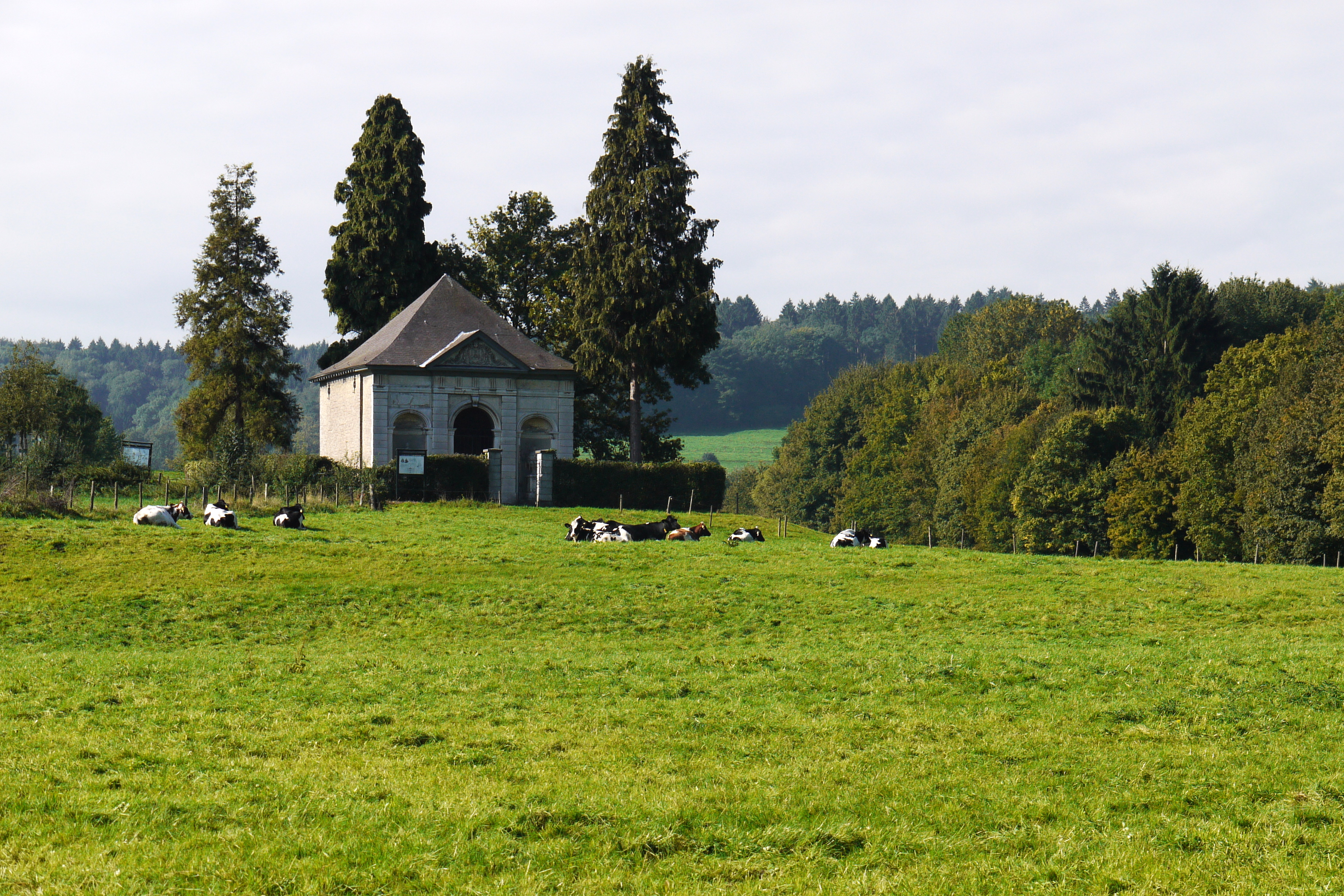
Mausoleum Vaalsbroek
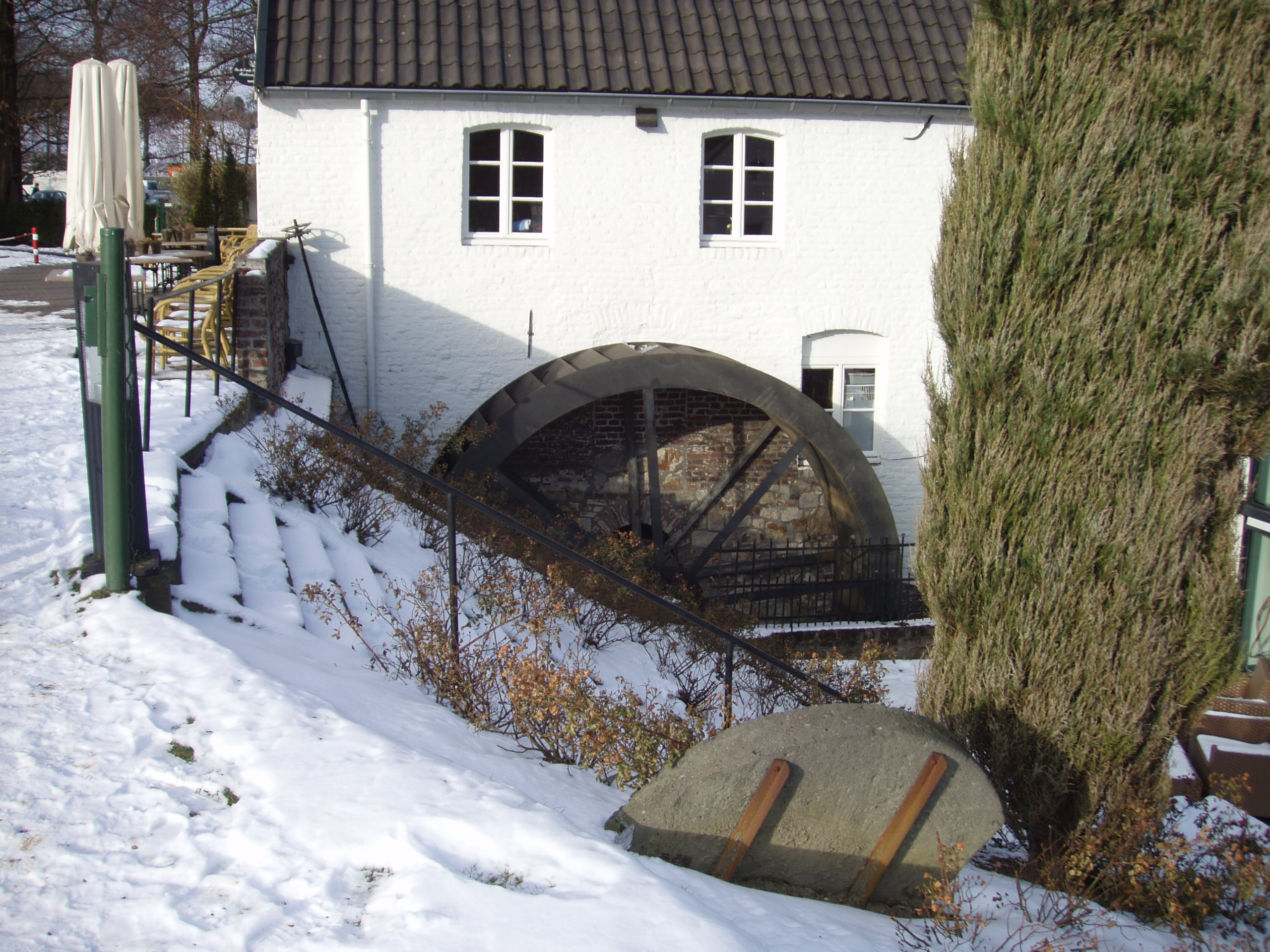
Vaalsbroekermolen
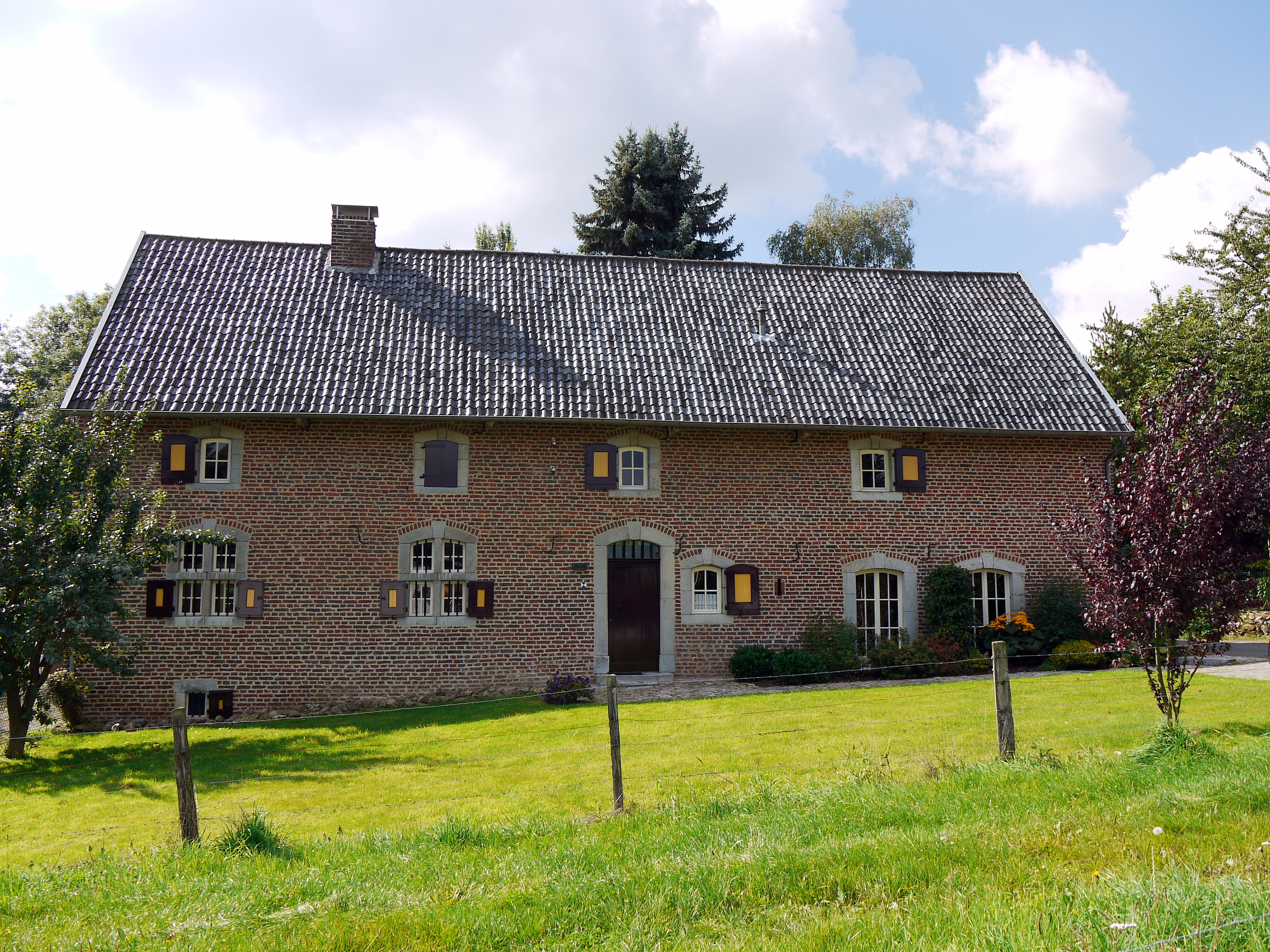
Rarenderstraat 24
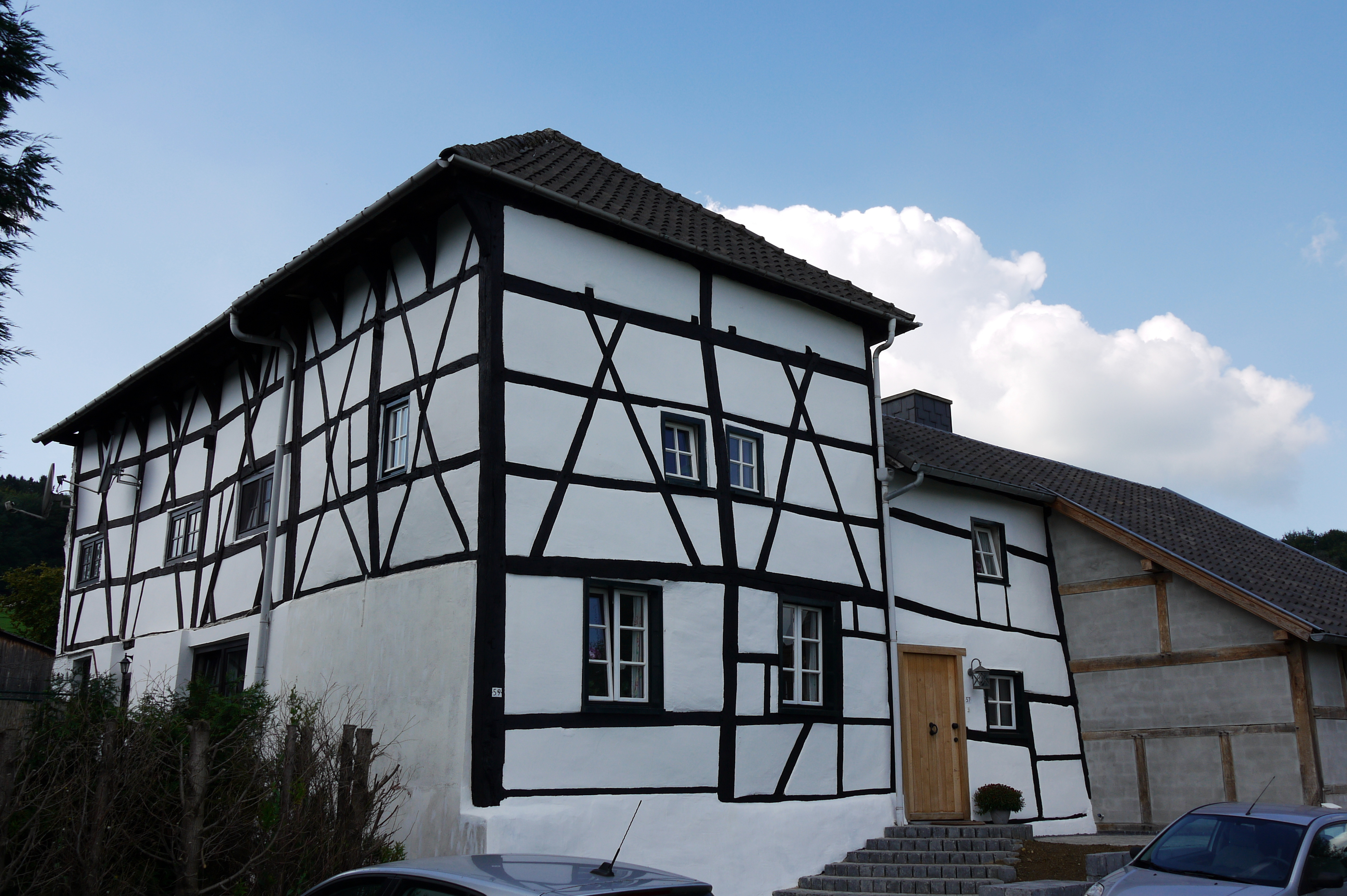
Rarenderstraat 57-59